# Liphistius kanthan
Liphistius kanthan is een spinnensoort uit de familie Liphistiidae. De soort komt voor in Maleisië.